# Rebirth of Mothra III
Rebirth of Mothra III, Japanse titel Mothra 3: King Ghidorah Raishū (モスラ3 キングギドラ来襲, Mosura Surī Kingu Gidora Raishū, lit. "Mothra 3: King Ghidorah Attacks"), is een kaijufilm uit 1998. Het is de derde in de "Mothra Trilogy" van de Japanse filmstudio Toho. De regie was in handen van Okihiro Yoneda.

## Verhaal
De drie Elias’, Moll, Lora, en Belvera, hebben weer onenigheid. Belvera zoekt de geheime kracht van haar voorouders; kleine driehoeken die de dolken van de Elias kunnen versterken tot krachtige zwaarden. Belvera slaagt er niet in de driehoek van haar dolk te vinden, maar Moll en Lora vinden die van hun wel.
Die nacht stort een meteoriet neer op aarde. De dag erop beginnen overal in Japan kinderen op mysterieuze wijze te verdwijnen. Moll en Lora onderzoeken de resten van de meteoriet, en ontdekken dat er iets uit ontsnapt is. Dit “iets” is een groot kwaad genaamd Grand King Ghidorah, een ruimtemonster die de aarde al eens bezocht in het verleden en nu is teruggekeerd. Hij heeft de kinderen gevangen voor zijn eigen doeleinden. Belvera ziet in Grand King Ghidorah een potentiële partner voor haar plannen. In haar poging hem te benaderen, raakt ze opgesloten in dezelfde koepel als de kinderen. Wanneer Moll en Lora de kinderen op proberen te sporen, wordt Lora door Grand King Ghidorah onder zijn controle geplaatst.
Moll weet als enige te ontkomen, en ontmoet een jonge tiener. Ze vertelt hem dat Grand King Ghidorah de kinderen heeft gevangen om zich te voeden met hun levenskracht. De enige die hem mogelijk kan stoppen is Rainbow Mothra. De twee zoeken Mothra op, maar concluderen al snel dat Mothra mogelijk ook geen kans maakt tegen Grand King Ghidorah. In plaats daarvan wordt gekozen voor een andere benadering: Mothra moet terug reizen in de tijd naar het jaar waarin Grand King Ghidorah voor het eerst op aarde verscheen. Hij was toen een stuk minder sterk dan nu. Als Mothra deze jongere versie van Grand King Ghidorah verslaat, zal de hedendaagse Grand King Ghidorah nooit bestaan.
Om de tijdreis mogelijk te maken, verandert Rainbow Mothra in Aqua Mothra, waarna Moll al haar krachten aan Mothra geeft. Zo kan Mothra transformeren naar Light Speed Mothra en de tijdbarrière doorbreken. Moll laat hierbij echter het leven. Mothra reist 65 miljoen jaar terug in de tijd. Eenmaal aangekomen in het verleden verandert ze weer in Rainbow Mothra. Daar spoort ze Cretaceous King Ghidorah(Grand King Ghidorah's jongere versie) op, en verslaat hem na een lang gevecht door hem in een vulkaan te werpen. Voor zijn dood, werpt King Ghidorah een stuk van zijn staart af die zich ingraaft. Om zelf terug te keren naar het heden, spint Mothra een cocon rond zichzelf waarin ze de komende jaren door zal brengen.
Terug in het heden verdwijnt Grand King Ghidorah in het niets. De kinderen zijn weer vrij, evenals Moll en Belvera. Dan duikt onverwachts toch een nieuwe Grand King Ghidorah op. Deze is gegroeid uit het stuk staart dat de jonge King Ghidorah afwierp vlak voor zijn dood. Op hetzelfde moment kruipt Mothra uit haar cocon, nu veranderd in Armor Mothra. De twee monsters vechten het wederom uit, maar ditmaal is Mothra in het voordeel. Al snel wordt Grand King Ghidorah voorgoed verslagen.
Nu dit achter de rug is, gebruiken Belvera en Lora de energie van hun zwaarden om Moll weer tot leven te brengen. Het weerzien tussen de drie is maar van korte duur daar hun oude conflict weer oplaait. Mothra ondergaat nog een laatste transformatie tot Enternal Mothra en vliegt weg richting de zonsondergang.

## Rolverdeling
| Acteur           | Personage     |
| ---------------- | ------------- |
| Megumi Kobayashi | Moll          |
| Misato Tate      | Lora          |
| Aki Hano         | Belvera       |
| Atsushi Onita    | Father        |
| Tsutomu Kitagawa | King Ghidorah |
| Kôichi Ueda      | Kôchô         |